# ماثيو وولف
ماثيو وولف (بالإنجليزية: Matthew Wolff)‏ هو مصمم جرافيك ولاعب كرة قدم أمريكي، ولد في 1990 في نيويورك في الولايات المتحدة. لعب مع Skidmore Thoroughbreds men's soccer ‏.

## وصلات خارجية
- الموقع الرسمي